# Leptogenys unistimulosa
Leptogenys unistimulosa is een mierensoort uit de onderfamilie van de Ponerinae. De wetenschappelijke naam van de soort is voor het eerst geldig gepubliceerd in 1863 door Roger.